# Kennedyallee (Bonn)
Die Kennedyallee ist eine bedeutende Innerortsstraße im Bonner Stadtbezirk Bad Godesberg. Sie bildet die Grenze zwischen den Ortsteilen Plittersdorf und Hochkreuz und damit den südlichen Abschluss des Bundesviertels.

## Verlauf
Die Kennedyallee liegt im Norden des Stadtbezirks Bad Godesberg und führt über die Gemarkungen Friesdorf und Plittersdorf auf einer Länge von etwa 1,7 km von der Godesberger Allee im Westen, einem Teilstück der Bundesstraße 9, zur Turmstraße/Martin-Luther-King-Straße im Osten. Zwischen Godesberger Allee und Mittelstraße verläuft in der Mitte der Straße die Grenze zwischen den Ortsteilen Plittersdorf im Süden und Hochkreuz im Norden, während der Abschnitt östlich der Mittelstraße im Bereich der HICOG-Siedlung Plittersdorf gänzlich zum Ortsteil Plittersdorf gehört.

## Geschichte
Die Kennedyallee geht auf einen Weg zurück, der bereits in einem Adressbuch von 1890 als Mötchgrabenweg bzw. Mutschgrabenweg verzeichnet ist, diesen Namen offiziell aber erst durch einen Beschluss des Rats der seinerzeit eigenständigen Gemeinde Friesdorf am 1. März 1894 erhielt. Dieser Weg verlief zwischen der Mittelstraße und dem später untergegangenen „Griesfeldweg“. Auf Beschluss des Stadtrats von Bad Godesberg vom 29. Juli 1930 wurde der Mötchgrabenweg mit Wirkung zum 1. Oktober 1930 in Frankengraben umbenannt und die Straße erst danach in der heutigen Form angelegt und zum Teil besiedelt.
Nachdem Bonn 1949 Regierungssitz der Bundesrepublik Deutschland geworden war, wandelte sich das Erscheinungsbild der Straße grundlegend. Beim Bau der HICOG-Siedlung Plittersdorf 1951 wurde der Abschnitt zwischen Mittelstraße und Turmstraße/Martin-Luther-King-Straße als Teil dieser Siedlung neu angelegt und einschließlich einer bei der Turmstraße nach Süden ausgebuchteten Nebenstraße am 22. Oktober 1951 ebenfalls in Frankengraben benannt. Die Benennung der Straße zu Ehren des im Monat zuvor ermordeten US-Präsidenten John F. Kennedy erfolgte am 16. Dezember 1963 auf Beschluss des Rats der Stadt Bad Godesberg. In den 1950er- und 1960er-Jahren entstanden an der Kennedyallee zahlreiche Büro- und Verwaltungsgebäude für Bundesbehörden und diesen angegliederte Organisationen, die heute noch die dominierende Bebauung der Straße darstellen. 1985 wurde die Kreuzung Kennedyallee/Godesberger Allee (B 9) zu einer Platzanlage ausgebaut. An der Südseite der Kennedyallee gegenüber der HICOG-Siedlung entstand in der ersten Hälfte der 2010er-Jahre das aus Ein- und Mehrfamilienhäusern bestehende Neubaugebiet „Rheinauer Gärten“, zu dem auch ein Wohn- und Geschäftshaus mit einem Discounter und weiteren Ladenlokalen gehört.

## Bauwerke und Sehenswürdigkeiten

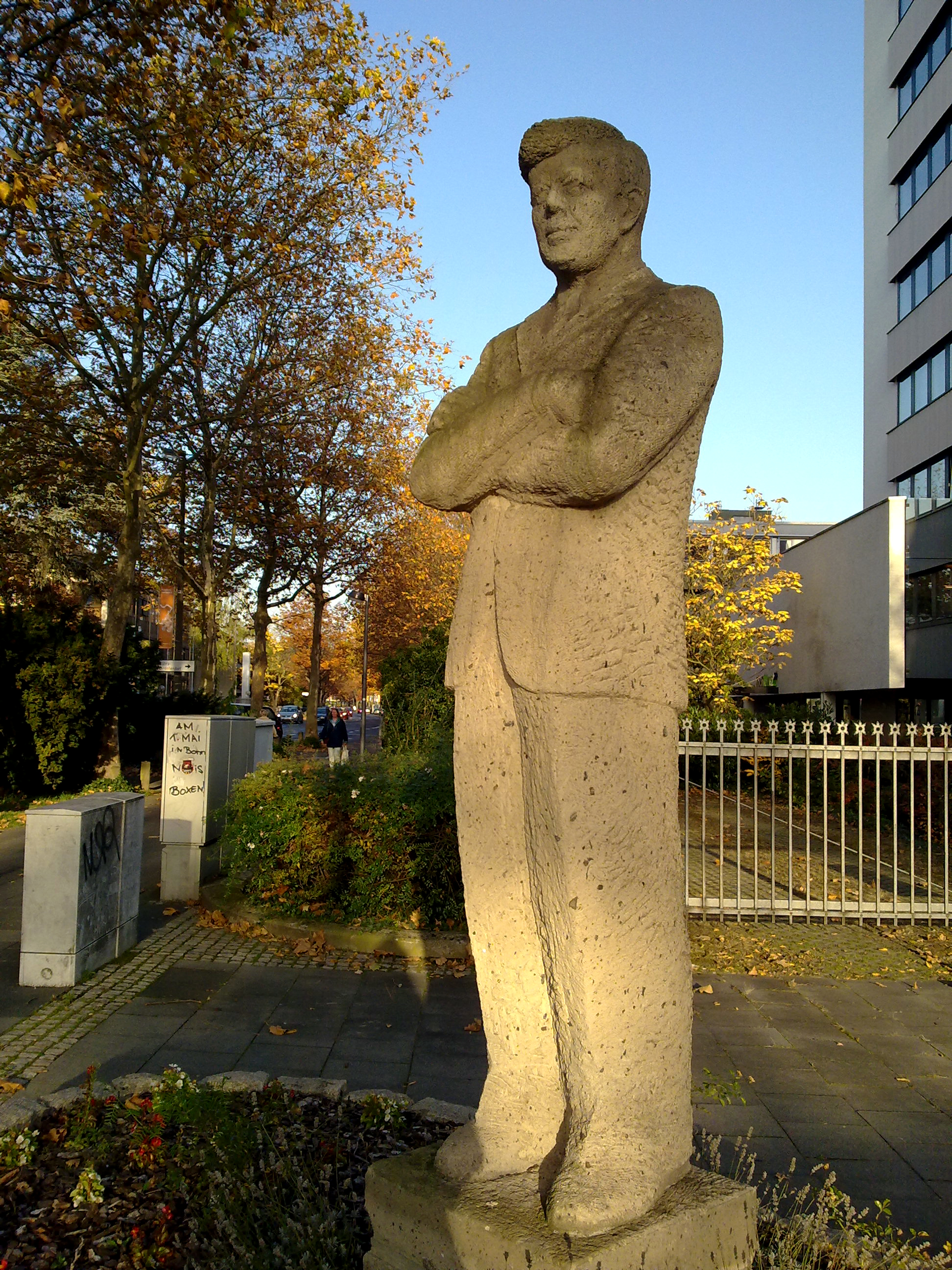
Kennedy-Standbild, Ecke Kennedyallee/Godesberger Allee

- Kennedy-Statue, Ecke Godesberger Allee/Kennedyallee
Im Zusammenhang mit dem Umbau eines Bürogebäudes an der Ecke Godesberger Allee (B 9)/Kennedyallee (s. u.) auf Initiative der Architekten Dorothee Fiedler-Denninger und Dirk Denninger von dem Kölner Künstlerduo Herm-Jörg Barner (* 1956) und Marlene Dammin (* 1941) geschaffenes und am 15. November 1989 aufgestelltes überlebensgroßes Standbild des ehemaligen US-Präsidenten John F. Kennedy. Die Statue misst 220 × 50 × 60 cm und besteht aus Weiberner Tuff, wobei der Blick des abgebildeten Präsidenten auf die Godesberger Allee zeigt.[4]:134

- Bürogebäude, Ecke Godesberger Allee/Kennedyallee
Mitte der 1960er-Jahre errichtetes achtgeschossiges Bürogebäude, das nach knapp 20 Jahren Nutzung durch Teile des Bundesamts für Wehrverwaltung 1988–1989 nach Plänen des Architekten Dirk Denninger vollständig saniert und umgebaut wurde. Dabei wurde die vormalige Granit-Fassade gegen eine beigefarbene Naturstein-Fassade aus römischem Travertin ausgetauscht.[5] Später wurde das Gebäude vom Bundesministerium für Umwelt, Naturschutz und Reaktorsicherheit angemietet[6], seit 2004 ist dort eine Augenklinik beheimatet.[7]

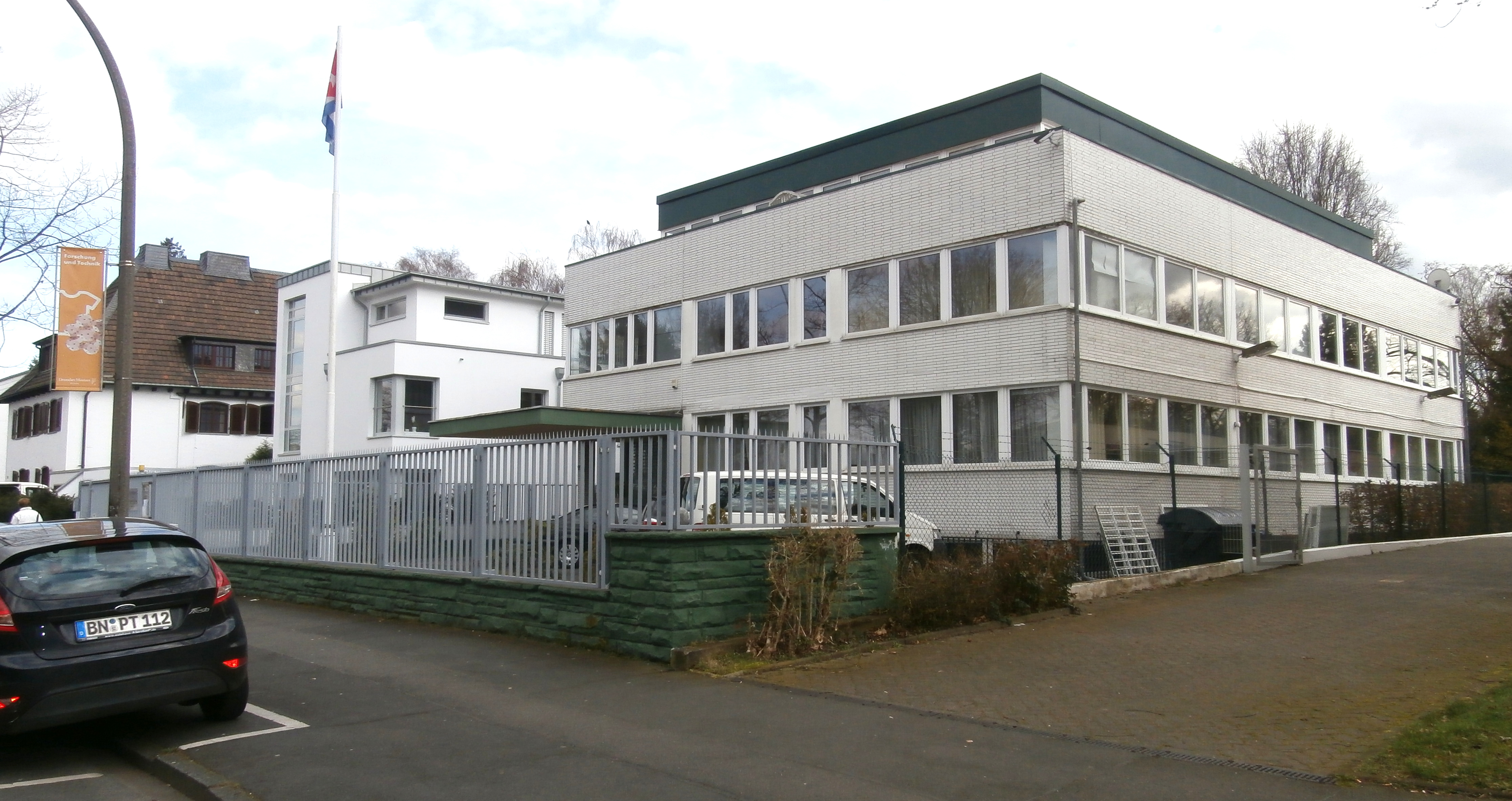
Außenstelle der Botschaft von Kuba

- Villen, Kennedyallee 2 und 4
Zwei eingeschossige Villen mit Mansardwalmdach, die 1913 nach Plänen des Godesberger Architekten Albert Keller als nördliche Ausläufer des Godesberger Villenviertels erbaut wurden. Stilistisch lassen sie sich zwischen Historismus und Heimatschutzarchitektur einordnen.[8] Beide Villen stehen als Baudenkmäler unter Denkmalschutz.[9]
- Botschaft der Republik Kuba, Kennedyallee 22–24
Das Mitte der 1960er-Jahre errichtete Gebäude[10] wurde 1976/77 Sitz der kubanischen Botschaft. Nach der Verlegung des Regierungssitzes nach Berlin (1999) beließ das Land dort eine Außenstelle der Botschaft, die aus einer Kultur- und einer Konsularabteilung besteht.

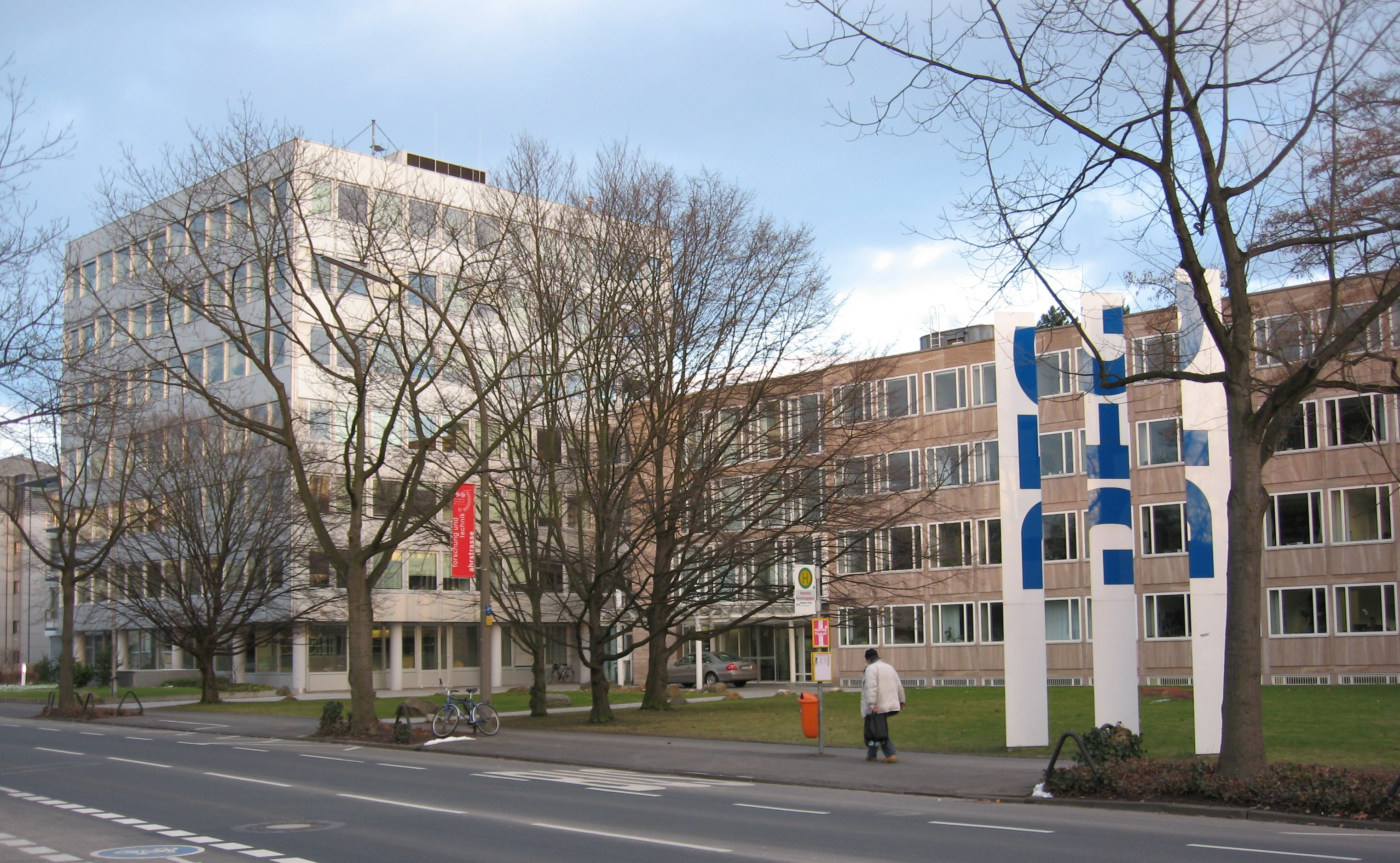
Deutsche Forschungsgemeinschaft, Kennedyallee 40

- Deutsche Forschungsgemeinschaft, Kennedyallee 40
In vier Bauabschnitten entstandenes Verwaltungsgebäude der Deutschen Forschungsgemeinschaft. Erster Bauabschnitt 1953–1954 als viergeschossiger Hauptbaukörper, zweiter Bauabschnitt 1956 als zweigeschossiges Atriumgebäude, dritter Bauabschnitt 1960 als Kasino mit Hausmeisterwohnung – alle nach Entwurf und Planung von Sep Ruf – und letzter Bauabschnitt unter Beteiligung der Planungsgruppe der Bundesbaudirektion 1966–1967 als viergeschossiger Hochbau, der 1969–1970 auf sieben Geschosse erhöht wurde.[11]:148 f. 2000 wurde ein Erweiterungsbau fertiggestellt, an dessen zum Innenhof gelegener Westfassade ein Hologramm (Augenfeuer) angebracht ist.[12]
- Deutscher Akademischer Austauschdienst, Kennedyallee 50
1962 fertiggestelltes und später mit einer neuen Fassade versehenes Hauptgebäude des Deutschen Akademischen Austauschdienstes, der an der Kennedyallee über zwei weitere (angemietete) Bürogebäude verfügt.[13] Seit Mitte der 1990er-Jahre ist es über einen rückwärtigen Trakt mit dem Wissenschaftszentrum Bonn an der Ahrstraße verbunden. Vor dem Gebäude befand sich die kinetische Plastik Two lines oblique (1970) des US-amerikanischen Bildhauers George Rickey, die 2010 um wenige Meter an die Ahrstraße versetzt und durch die Skulptur Nach Vorn II (2010) der chilenischen Bildhauerin und ehemaligen DAAD-Stipendiatin Alejandra Ruddoff ersetzt wurde.[4]:135 f.
- Bürogebäude, Kennedyallee 64–70
Erbaut 1968–1970 als Verwaltungsgebäude für die Deutsche Siedlungs- und Landesrentenbank nach einem Entwurf von Wilhelm und Dirk Denninger (Gartenarchitekt: Heinrich Raderschall), aus einem quadratischen viergeschossigen Block mit kreisrundem Innenhof sowie einem mit diesem durch zweigeschossige Trakte verbundenen zwölfgeschossigen pyramidenförmigen Querriegel als ehemaliger Sitz des Bundesministeriums für Verkehr bestehender Stahlbetonskelettbau. Heute von der Postbank genutzt.[11]:159 f.
- Ehemalige Botschaft von Brasilien, Kennedyallee 74
Erbaut um 1970[14] nach einem Entwurf von Dirk Denninger und ab Ende der 1970er-Jahre Sitz der brasilianischen Botschaft.[15][16][17] Mit der Verlegung des Regierungssitzes nach Berlin (1999) zog die Botschaft 2000 dorthin um.
- Siedlung, Kennedyallee 90–102/Mittelstraße 88–94/Donatusstraße 83–111
1959 von der GAGFAH erbaute Siedlung, die aus elf dreigeschossigen Mehrfamilienhäusern mit Gemeinschaftsgrünflächen sowie 15 zweigeschossigen Einfamilienhäusern mit privaten Gärten besteht. Die Häuser sind zu acht Zeilen zusammengefasst und beinhalten insgesamt 81 Wohneinheiten.[18]
- Bürogebäude, Kennedyallee 91–103
Erbaut 1964–1965 nach einem Entwurf von Wilhelm und Dirk Denninger für Inter Nationes als viergeschossiger Stahlbetonskelettbau. Von 1985 bis 1990 auch Sitz des Bonner Goethe-Instituts.[19] Heute vom Deutschen Akademischen Austauschdienst genutzt.[11]:153 f. Vor dem Gebäude befindet sich die Skulptur Großer Lichtpfeiler (1973) des Bildhauers Günter Ferdinand Ris.[4]:128 f.

- Bürogebäude, Kennedyallee 105–107
Erbaut 1964–1965 als Miet-Bürohaus für das Bundesministerium für Familie und Jugend nach einem Entwurf von Wilhelm und Dirk Denninger, aus einem fünfgeschossigen Hauptbau und einem seitlich verschobenen viergeschossigen Anbau bestehender Stahlbetonbau.[11]:128 f. Heute vom Deutschen Akademischen Austauschdienst genutzt[20] und Sitz der Otto Benecke Stiftung. Zeitweise war hier ein Teil des Sekretariats der Klimarahmenkonvention der Vereinten Nationen untergebracht.[21]
- Evangelische Thomaskapelle mit Gemeindezentrum, Kennedyallee 113
Erbaut 1966 nach Plänen des Trierer Architekten Heinrich Otto Vogel als dreiflügelige Backsteinanlage um einen gepflasterten Hof mit zugehörigem Kindergarten (eröffnet 1971) sowie separatem Pfarrhaus und Wohnhaus des Gemeindedieners.[22][23]
- HICOG-Siedlung Plittersdorf
1951 für Mitarbeiter der US-amerikanischen Hochkommission (HICOG) errichtete Siedlung, die an ihrem südlichen Rand von der Kennedyallee mit einer breiten Betonstraße durchquert wird.

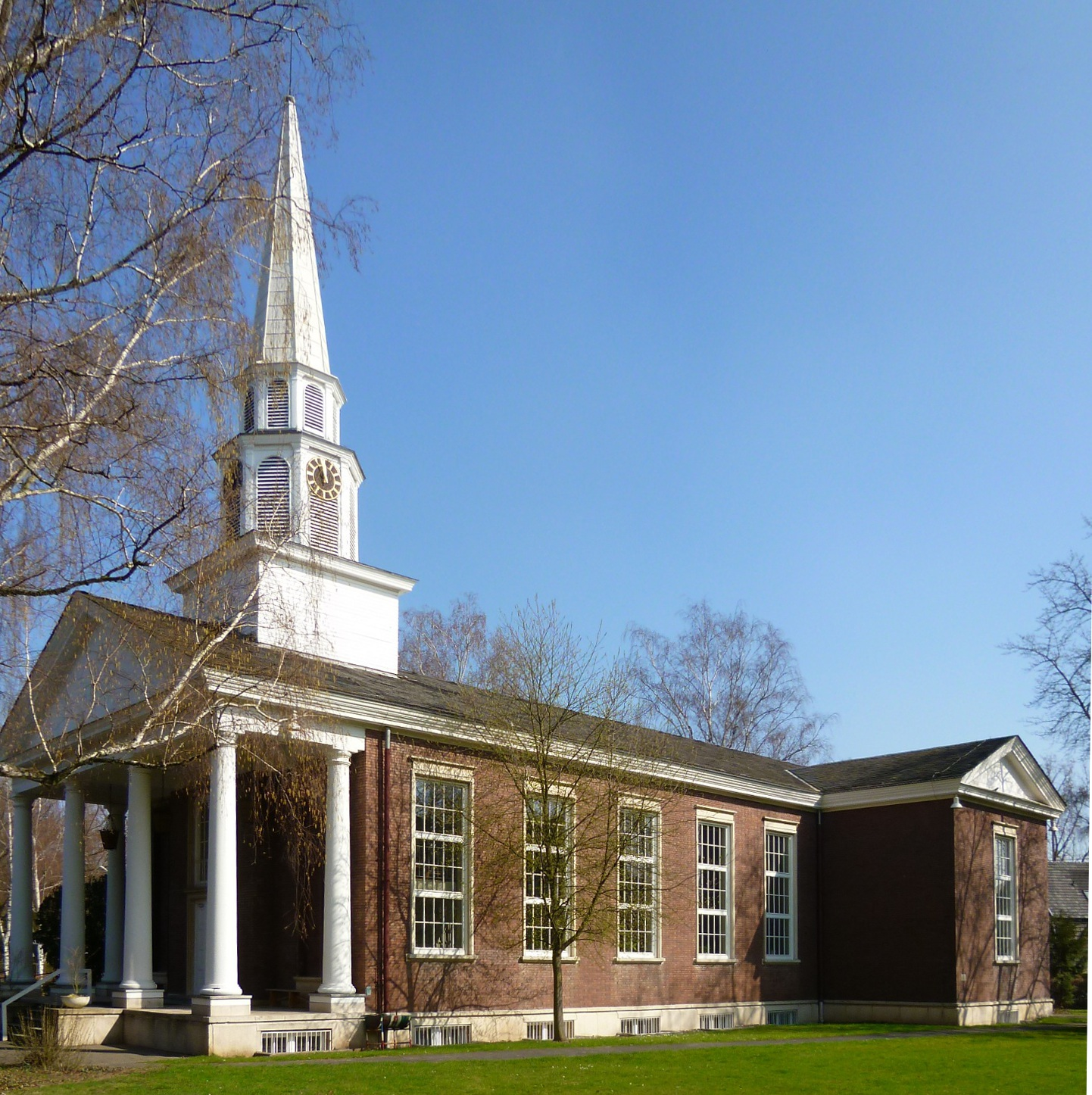
Stimson Memorial Chapel

- Stimson Memorial Chapel, Kennedyallee 150
1951 als Teil der HICOG-Siedlung Plittersdorf am rheinseitigen Ende der Kennedyallee erbaute und am 18. Juli 1952 eingeweihte Kapelle. Seit 1999 im Besitz der Stadt Bonn und durch die englischsprachige American Protestant Church genutzt.